# Kroksjön (Visseltofta socken, Skåne)
Kroksjön är en sjö i Osby kommun i Skåne och ingår i Helge ås huvudavrinningsområde. Sjön är 4,1 meter djup, har en yta på 0,058 kvadratkilometer och befinner sig 94,2 meter över havet. Vid provfiske har abborre, braxen, gädda och mört fångats i sjön.

## Delavrinningsområde
Kroksjön ingår i det delavrinningsområde (625975-138188) som SMHI kallar för Ovan Lillån. Medelhöjden är 114 meter över havet och ytan är 23,46 kvadratkilometer. Räknas de 62 avrinningsområdena uppströms in blir den ackumulerade arean 1 639,66 kvadratkilometer. Avrinningsområdets utflöde Helge å mynnar i havet. Avrinningsområdet består mestadels av skog (67 procent) och jordbruk (15 procent). Avrinningsområdet har 0,22 kvadratkilometer vattenytor vilket ger det en sjöprocent på 0,9 procent.